# Timo Barthel
Timo Barthel (Würselen, 3 de abril de 1996) es un deportista alemán que compite en saltos de trampolín y plataforma.
Ganó dos medallas de bronce en el Campeonato Mundial de Natación, en los años 2022 y 2023, y tres medallas en el Campeonato Europeo de Natación entre los años 2021 y 2025. En los Juegos Europeos de Cracovia 2023 consiguió una medalla de oro en la prueba de plataforma 10 m.
Participó en dos Juegos Olímpicos de Verano, en los años 2020 y 2024, ocupando en París 2024 el sexto lugar en la prueba individual y el séptimo en la sincronizada.

## Palmarés internacional
| Campeonato Mundial | Campeonato Mundial | Campeonato Mundial | Campeonato Mundial     |
| Año                | Lugar              | Medalla            | Prueba                 |
| ------------------ | ------------------ | ------------------ | ---------------------- |
| 2022               | Budapest (Hungría) | Medalla de bronce  | Trampolín 3 m sincro   |
| 2023               | Fukuoka (Japón)    | Medalla de bronce  | Equipo mixto           |
| Juegos Europeos    |                    |                    |                        |
| Año                | Lugar              | Medalla            | Prueba                 |
| 2023               | Rzeszów (Polonia)  | Medalla de oro     | Plataforma 10 m        |
| Campeonato Europeo |                    |                    |                        |
| Año                | Lugar              | Medalla            | Prueba                 |
| 2021               | Budapest (Hungría) | Medalla de bronce  | Plataforma 10 m sincro |
| 2022               | Roma (Italia)      | Medalla de bronce  | Plataforma 10 m sincro |
| 2025               | Antalya (Turquía)  | Medalla de oro     | Trampolín 3 m sincro   |